# Jorge Luis Cevallos
Jorge Luis Cevallos (Guayaquil, Ecuador; 23 de enero de 1988) es un futbolista ecuatoriano. Juega como lateral derecho y su actual equipo es Río Babahoyo de la Segunda Categoría de Ecuador.

## Trayectoria
Fue uno de los tanto elementos juveniles del proyecto de Eduardo Maruri y Benito Floro denominado La Renovación.

## Clubes
| Club               | País    | Año       |
| ------------------ | ------- | --------- |
| Barcelona S. C.    | Ecuador | 2005-2006 |
| Audaz Octubrino    | Ecuador | 2007      |
| Barcelona S. C.    | Ecuador | 2007-2010 |
| Deportivo Cuenca   | Ecuador | 2011      |
| Grecia             | Ecuador | 2012      |
| C. S. Patria       | Ecuador | 2013      |
| Everest            | Ecuador | 2014      |
| Municipal Cañar    | Ecuador | 2014      |
| Guayaquil Sport    | Ecuador | 2015      |
| Mushuc Runa        | Ecuador | 2016      |
| Guayaquil City     | Ecuador | 2017      |
| Liga de Portoviejo | Ecuador | 2018      |
| Orense             | Ecuador | 2019-2021 |
| Río Babahoyo       | Ecuador | 2022-act. |